# Juma Al-Holi
Juma Rashid Al-Holi (12 dicembre 1972) è un ex calciatore emiratino, di ruolo portiere.